# Michael Enzinger
Michael Enzinger (* 20. Oktober 1959 in Wien) ist ein österreichischer Rechtswissenschafter.

## Leben
Nach dem Studium der Rechtswissenschaften an der Universität Wien war er Rechtsanwaltsanwärter bei RA Dr. Leitinger und RA Dr. Lattenmayer. Er war Universitätsassistent am Institut für Handels- und Wertpapierrecht. Seit 1991 ist er Partner der Lattenmayer, Luks & Enzinger Rechtsanwälte GmbH. 2001 wurde er außerordentlicher Universitätsprofessor am Institut für Handels- und Wertpapierrecht an der Universität Wien.

## Schriften (Auswahl)
- mit Hanns F. Hügel und Walter Dillenz (Hg.): Aktuelle Probleme des Unternehmensrechts. Festschrift Gerhard Frotz zum 65. Geburtstag. Wien 1993, ISBN 3-214-06118-6.
- Mehrheitsbeschlüsse bei Personengesellschaften. Wien 1995, ISBN 3-7007-0486-0.
- Interessenkonflikt und Organpflichten am Beispiel des Management-Buy-out. Wien 2005, ISBN 3-214-09718-0.
- Lauterkeitsrecht. Eine systematische Darstellung zum Gesetz gegen den unlauteren Wettbewerb. Kurzlehrbuch. Wien 2012, ISBN 978-3-214-08971-9.